# PSD-Tutorials.de
PSD-Tutorials.de ist eine E-Learning-Plattform für Einsteiger und Fortgeschrittene in der Fotografie, Bildbearbeitung und Webentwicklung. Das Ziel dieser Webseite ist es, Lernende und Anwender im Design- und Medienbereich zusammenzubringen und das Wissen durch Anleitungen (sog. Tutorials) auf- und auszubauen sowie ihnen eine Plattform zum Austausch und für Grafikwettbewerbe zur Verfügung zu stellen.

## Geschichte
Am 20. Dezember 2002 ging die erste Version von PSD-Tutorials.de online. Anfangs noch als kleines Hobbyprojekt von den Brüdern Stefan und Matthias Petri gestartet, wurde das System im März 2004 auf ein CMS migriert und als Community mit Forum ausgebaut. Das aktuelle technische System hinter PSD-Tutorials.de bildet das Zend Framework.

## Zahlen & Daten
Die Community verfügt über 430.000 registrierte Mitglieder und ist die größte Internetgemeinschaft für Bildbearbeitung und Grafikwettbewerbe mit Adobe Photoshop im deutschsprachigen Raum. Das Portal umfasst über 12.000 Tutorials und über 6.100 Downloaddateien (Texturen, Presets, Arbeitsdateien etc.). Das Herzstück im zugehörigen Forum ist der Contestbereich mit über 18.500 Bildern, bei dem Mitglieder in grafischen Wettbewerben ihr Können miteinander messen können.

## Funktionen
PSD-Tutorials.de bietet den Mitgliedern die Möglichkeit, das Forum für fachliche Probleme und Fragen zu nutzen, Tutorials, Video-Trainings und Downloads zu kommentieren und selbst eigene Inhalte für die Community hochzuladen. Die Mitgliedschaft ist kostenlos. Es gibt ein Punktesystem, das Beteiligung im Forum und Bereitstellung oder Kommentieren von Inhalten honoriert. Mit den zur Verfügung stehenden Punkten können Inhalte heruntergeladen werden.
Im Contestbereich sind zu jeder Zeit mindestens vier Grafikwettbewerbe – thematisch gegliedert nach 2D, 3D, Fotografie und Spezialthemen – aktiv. Mitglieder haben die Möglichkeit, nach vorgegebenen Themen oder Bildern eigene Werke zu kreieren und im Wettbewerb hochzuladen.

## Lern-DVDs und Vorlagen kaufen
Es ist möglich, von den Betreibern selbst erstellte Lern-DVDs für Adobe Photoshop, Adobe Illustrator, Maxon CINEMA 4D, Joomla! und für weitere Programme und Anwendungsbereiche zu kaufen. Die Lern-DVDs enthalten auf PSD-Tutorials.de verfügbare Tutorials und Video-Trainings der Betreiber sowie von Fachautoren wie beispielsweise Pavel Kaplun, Tom Krieger oder Uli Staiger. Seit 2015 werden auch diverse Vorlagen und Erweiterungen wie Texturen, Bewerbungsvorlagen, Illustrationen uvm. angeboten.

## Commag – Online-Magazin für Bildbearbeitung
Das Commag ist ein kostenloses, monatlich erscheinendes Online-Magazin für Bildbearbeitung im PDF-Format, das seit August 2005 erscheint. Das Online-Magazin enthält neben allgemeinen Neuigkeiten von PSD-Tutorials.de eine kommentierte und bebilderte Übersicht der Contests und Battles der Community, Fachliche Beiträge zu Designthemen, zum Recht und zur Webentwicklung sowie Tutorials, Tipps und Tricks zur Fotografie und zur Bildbearbeitung.

## TutKit.com – Die Kreativ-Flatrate
Alle professionellen Trainingsinhalte des Shops von PSD-Tutorials.de können seit Dezember 2015 auch in einer Kreativ-Flatrate unter www.tutkit.com abgerufen werden.

## Urheberrecht
Alle Werke unterliegen dem Urheberrecht des jeweiligen Nutzers.